# Anton Baumstark senior

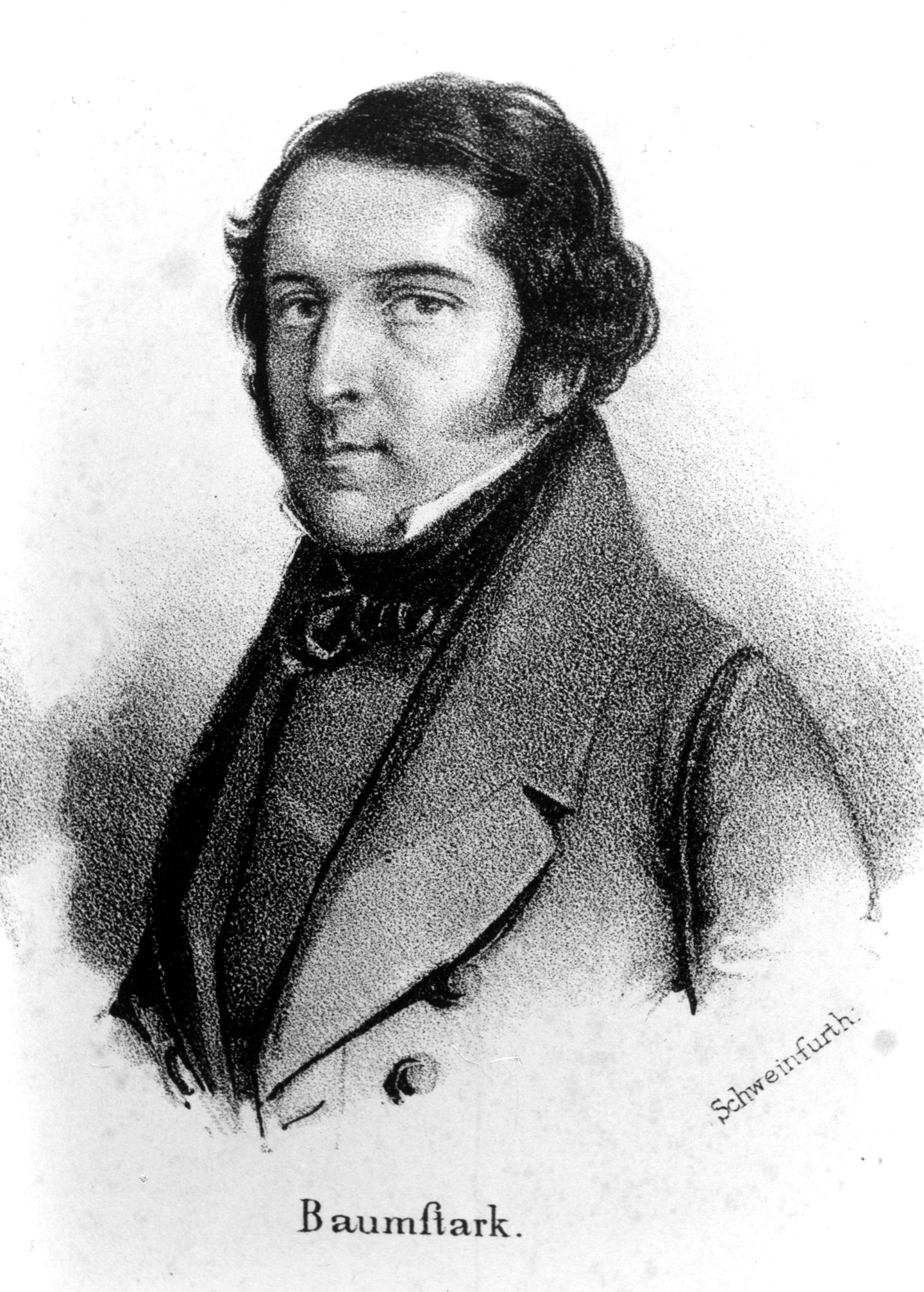
Anton Baumstark. Zeichnung von Ernst Schweinfurth

Anton Baumstark (* 14. April 1800 in Sinzheim, Baden-Württemberg; † 28. März 1876 in Freiburg im Breisgau) war ein deutscher Philologe.
Er ist zu unterscheiden von seinem Enkel Anton Baumstark jun., der gleichfalls Philologe war und seine Publikationen als „Anton Baumstark“ zeichnete.

## Herkunft
Seine Eltern waren der Schulmeister von Sinzheim Johann Michael Baumstark (1771–1852) und dessen Ehefrau Scholastika Vogel (1792–1828). Der Politiker Eduard Baumstark war sein Bruder.

## Leben
Er erhielt seine Schulbildung auf dem Lyzeum in Rastatt und studierte dann auf der Universität Heidelberg Philologie. Dort waren Schlosser und Creuzer seine Lehrer. Er machte 1824 die Staatsprüfung für das höhere Lehramt, die er glänzend bestand. Er machte diese nur des Geldes wegen, da er ansonsten mittellos war. Da seiner Zeit nur Geistliche eine feste Anstellung in Baden erhielten, 1826 machte er seine Dissertation und bekam eine befristete auf Lyceum in Freiburg. 1829 wurde daraus den eine feste Anstellung, was ihn aber weiter nicht forderte. Er wurde Hauptlehrer an der obersten Klasse des Lyceums und erhielt er auf Zells Antrag auch eine Anstellung als Gehilfe an dem von diesem begründeten philologischen Seminar an der Universität Freiburg. In dieser Zeit entwickelte er eine umfassende literarische Tätigkeit in zahlreichen philologischen Zeitschriften und als einer der hervorragendsten Mitarbeiter an Paulys Realencyclopädie der classischen Altertumswissenschaft. Im Jahr 1830 übernahm Großherzog Leopold den Thron in Baden. Baumstark formulierte eine Reihe von Reformen, mit Hilfe des Geheimen Rates Karl Friedrich Nebenius kam es 1835 zu einer neuen einheitlichen Organisation des Gymnasialwesens. Finanziell zahlte es sich für Baumstark aber nicht aus, er wurde weder Nachfolger von Zell (das wurde Joseph Anselm Feuerbach) noch Schuldirektor (das wurde Anton Nokk). Er erhielt 1848 aber eine Abordnung in die Universität. Dort widmete er sich ausschließlich seinem philologischen Lehramt und seiner schriftstellerischen Tätigkeit. Am 15. Oktober 1871 erbat und erhielt er seine Pensionierung.

## Familie
Er war mit der Fabrikantentochter Friederike Luise Mez (1804–1886) verheiratet, eine Schwester von Carl Mez. Das Paar hatte sechs Söhne, darunter:
- Hermann Michael (1839–1876)
- Reinhold (1831–1900), Politiker ⚭ Clementine Beck
  - dessen Sohn: Anton Baumstark junior
- Berthold (1843–1909), Jurist[1]

## Schriften (Auswahl)
- Blüthen der griechischen Dichtkunst in deutscher Nachbildung. Sechs Teile. Groos, Karlsruhe 1840/1841.

- (Hrsg.): Staatslexicon  in einem Bande. Staatswissenschaftliches Handbuch der politischen Aufklärung für die Gebildeten aller Stände. Hallberger, Stuttgart 1852.

- (Übers.): Gaius Iulius Caesar: Denkwürdigkeiten des Gallischen und des Bürgerkriegs. Metzler, Stuttgart 1854.

- Fr. Aug. Wolf und die Gelehrtenschule oder Die Gymnasialpädagogik auf positiver und rationeller Grundlage. Teubner, Leipzig 1864.

- Urdeutsche Staatsalterthümer. Zur schützenden Erläuterung der Germania des Tacitus. Weber, Berlin 1873.

- Dr. Anton Baumstark. Seine Lebensgeschichte von ihm selbst verfaßt. Hrsg. von Reinhold Baumstark. Herder, Freiburg/Br. 1876.

- Ausführliche Erläuterung des besondern völkerschaftlichen Theiles der Germania des Tacitus. Weigel, Leipzig 1880.